# توماس کوپینگر-سایمز
توماس کوپینگر-سایمز (انگلیسی: Thomas Copinger-Symes؛ زادهٔ ۸ نوامبر ۱۹۶۹) فرد نظامی اهل بریتانیا است. وی همچنین برندهٔ جوایزی همچون نشان امپراتوری بریتانیا شده‌است.